# 附身 (電影)
是一部2023年上映的韓國奇幻题材驚悚片，改編自Fresh、金洪泰創作的網絡漫畫《附身》，是电影《分手的決心》副導演金成植的商業電影處女作，由姜棟元、許峻豪、李絮主演。韩国于2023年9月27日上映，台灣上映時間確定為2023年9月28日。

## 劇情概要
影片讲述虽然并不相信鬼神，但凭借鬼神般的洞察力解决各种神秘事件的假冒驱魔师千博士（姜棟元 饰），接受了一件从未经历过的强烈事件委托后发生的故事。

## 演員陣容
- 姜棟元 飾演 千東植，自稱「千博士」，雖然是世世代代守護村莊的堂主（당주）家長孫[註 1]，但現在運營的YouTube驅魔頻道“天空千TV”，一直以是人心作祟而不是鬼神的信念在進行假的儀式，但卻被委託解決被強烈附身的少女事件。[9]
  - 文成贤 饰演 少年时期的千博士
- 許峻豪 飾演 梵天，被强烈的欲望驱使，不择手段猎取人类灵力的恶鬼，以无法掌握真身的神秘能力让千博士一行人陷入危机。[10]
- 李絮 飾演 吳幼京，为了守护唯一的家人而寻求千博士的帮助，与千博士一起解救被鬼附身的妹妹的过程中发现自己可以看见他人看不见的东西。[11][12]
- 李東輝 飾演 姜仁培，人稱「姜少爺」，千博士的技术合作伙伴。[11]
- 金鍾洙 飾演 黃社長，与千博士有着悠久缘分的古董店老板，像家人一样照顾专干虚假驱魔的千博士，也是千博士驱魔团队的核心成员之一。[11]
- 朴昭怡 饰演 吳幼敏，幼京被鬼附身的妹妹。[13]
- 尹炳熙 饰演 花郎，梵天的的左膀右臂兼行动队长。[14]
- 朱普妃 饰演 占婆，能看到梵天占卦的术士。[14]
- 朴慶惠 饰演 四月，帮助梵天施行计划的人。[14]
- 李奎浩 饰演 幼京居住村庄的里长
- 金元海 饰演 千祖父，千博士的爷爷，唯一能把梵天锁进说经里的巫师。
- 徐允赫 饰演 千东宇，千博士的弟弟，幼年时期被梵天绑架后身亡。
- 安斗浩 饰演 庆杓，幼京居住村庄的村民。
- 朴正民 饰演 侍奉仙女的巫师（友情出演）[15]
- 趙怡賢 饰演 中2，朴社长的女儿。（友情出演）[15]
- 李姃垠 饰演 朴社长的夫人（特别出演）[15]
- 朴明勳 饰演 朴社长（特别出演）[15]
- 金智秀 饰演 仙女（特别出演）[16]

## 製作

### 发展
2022年3月，媒体报道姜棟元有望出演新片《附身》（빙의），该片是《寄生上流》《从邪恶中拯救我》副导演金成植的处女作，由《逃出摩加迪休》的制作公司外柔内刚制作；姜栋元经纪公司随后证实其收到出演邀请。7月，媒体报道李絮、李东辉、許峻豪有望加盟该片。9月中旬，片方正式宣布姜栋元、许峻豪、李絮、李东辉及金钟洙出演，该片改编自Naver同名网络漫画，由外柔内刚、Semocolon Studio与CJ ENM Studios共同制作，CJ ENM负责发行。2023年1月，安斗浩确认参演。

### 创作
为了展现与以往驱魔题材影片标榜的灵异现象（Occult）的差别化，该片在设定上更现代化和台词语调更轻快。千博士驱魔研究所设在大厦林立的楼宇之间，让观众联想到常见的的初创企业，而千博士与仁培之间的你来我往的对话也似企业中的上司下属。除了使用在韩纸上雕刻经文和图案的护身符说经（설경）、七星剑、黄铜铃等传统驱魔道具外，还采用了遥控爆破装置和照明弹等现代化的道具。朴昭怡在片中饰演的角色幼敏（유민）在剧本中最早的设定是男孩，但该角色名与导演金成植此前参与执导的《从邪恶中拯救我》中朴昭怡饰演的角色名一样，因此他认为该角色应由朴昭怡来饰演，遂改为女孩角色。

### 拍摄
主体拍摄于2022年9月14日正式开始，2023年1月殺青。该片为了呈现冒险片体裁的快感，拍摄中采用了强调青绿色的Atlas Anamorphic摄影机镜头和使用红外线摄影技术的红外摄影机（Infrared Camera）。

### 损益平衡点
据媒体报道，该片制作费约为113亿韩元，损益平衡点推算约为240万观影人次。

## 发行
2023年5月该片在第76届戛纳电影节電影銷售市場首次亮相，英文片名定為。2023年8月8日，发布首款预告海报与预告片，宣布于2023年9月中秋档期上映，韩文片名最终定为（千博士驱魔研究所：雪景的秘密）。8月31日宣布定于9月27日在韩国上映，与宋康昊主演的《蜘蛛网》、河正宇主演的《1947波士顿》同日上映。同年11月10日起提供IPTV与VOD点播服务。
该片被选为第18届伦敦韩国电影节的闭幕影片；2024年入选第42届布鲁塞尔国际奇幻电影节新人导演单元。

## 反响

### 评价
韩国电影杂志《Cine21》共有两位专业影评人给该片打分，平均得分5/10。

### 票房
在韩国上映首日（9月27日）取得14万4195名观影人次的票房成绩，夺得单日票房冠军。自上映后连续4日蝉联单日票房冠军，于上映第5日（10月1日）累计观影人次突破100万。上映首周周末三日（9月29日至10月1日）动员81万7103人次观众，夺得2023年第39周周末票房冠军，累计观影人次超过117万。10月3日，姜河那、庭沼玟主演的新片《30天》在韩国上映并夺得单日票房冠军，该片以12万余名观影人次退居第二，此前连续6日蝉联单日票房冠军；在9月28日至10月3日的中秋黄金连假期间以超过134万观影人次的票房成绩力压同期在映的所有影片，荣登胜者宝座。
| 上一届： 《鬼夢遊》 | 2023年韩国周末票房冠军 第39周 | 下一届： 《30天》 |

## 獎項榮譽
| 年份   | 颁奖礼       | 奖项         | 入围者             | 结果 | 参考 |
| ------ | ------------ | ------------ | ------------------ | ---- | ---- |
| 2023年 | 第59屆大鐘賞 | 最佳視覺效果 | 黃珍慧、金漢俊 VFX | 提名 |      |